# جيوفاني باربييري
جيوفاني باربييري (بالألمانية: Giovanni Domenico Barbieri)‏ (و. 1704 – 1764 م) هو مهندس معماري من سويسرا، وألمانيا، توفي في آيشتيت، عن عمر يناهز 60 عاماً.